# Balaenifrons haematographa
Balaenifrons haematographa är en fjärilsart som beskrevs av George Francis Hampson 1917. Balaenifrons haematographa ingår i släktet Balaenifrons och familjen Crambidae. Inga underarter finns listade i Catalogue of Life.